# 藤森ゆき奈
藤森 ゆき奈（ふじもり ゆきな、12月1日 - ）は、日本の元女性声優、歌手。主にアダルトゲームに声をあてていた。ロックンバナナ所属。青森県出身。EEA声優コース・アニメボーカルコース 2004年度卒業生、2017年末をもって声優業を引退した。

## 概要

### 人物
子どもの頃は声優と漫画家の両方を目指していたが、次第に漫画を描くより演じる方が楽しくなり、声優を選択した。高校生くらいまでは漫画も描いており、現在でもイラストは趣味の一つで、ラジオのトップページのイラストを描いたこともある。美少女ゲームの世界を知ったのは、同人誌即売会で萌木原ふみたけの絵を見て興味を持ったのがきっかけ。
事務所へ入所直後に社長に芸名について聞かれたが、自分では全然考えていなかったため、社長に現在の芸名を付けられた。
デビュー作は2005年発売の『おね・たま 〜ボクとお姉ちゃんと狐の湯〜』のとうか役。狐の神様の役のため、プロモーションイベントでも耳を付けて客の前に立つなど、様々な経験をした。
一つ年上の姉がいる。本人が演じるのも妹系の役が多い。
2009年11月からファイアージュ公式サイトで配信された『まりや・みう・ゆきなのシェイプラジオ』のパーソナリティを務めたが、第6回放送以降は諸事情により出演を休止した。
2010年に上田朱音と声優ユニット「しゅな」を結成。Webラジオ『らぶ*しゅな』の配信や、音楽CD『らぶ*しゅないぱー』の制作などを行っている。
2017年12月28日に、同年12月31日をもって引退することを自身のサイトとTwitterにて発表、サイトとTwitterも同日をもって閉鎖するとした。

## 主な出演作品
太字は主役もしくはヒロイン

### アダルトゲーム
2005年
- おね・たま 〜ボクとお姉ちゃんと狐の湯〜（とうか） ※デビュー作
- 尽くしてあげちゃう5 〜求める乙女たち〜
- 性愛学園ふぇち科
- ロケットの夏 〜Full Voice Version〜（岡崎野和）

2006年
- 鳳凰戦姫 舞夢（藤木美香）
- おしえて Re:メイド（ライラ・フェンディ）
- ぼくと子宮（なか）出し女教師 〜先生の中は精液まみれ〜（安野美帆）
- Queenボンジョルの! 〜女王は制服を脱いだ〜（小金井茶子）
- Swindle（双角柑子）

2007年
- プリミティブリンク（渡瀬円香、ハルシオン）
- リリミエスタ（双葉）
- EVE new generation（氷室恭子）
- 白銀のソレイユ－Successor of Wyrd《運命の継承者》－（来島詩帆）
- すくぅ〜るメイト（篠原日和）
- 炎の孕ませ同級生（月芝愛、浅井莉梨）
- はるかぜどりに、とまりぎを。（金田秋穂）
- ぱすてる（葉月桜）
- ティルアぱにっく（椎名ひめゆり）

2008年
- 看護戦隊ナースレンジャー（青島明日香）
- Piaキャロットへようこそ!!G.P.（黒須 美咲）
- 鋼炎のソレイユ -CHAOS REGION-（朱鳳無限）
- エターナル・キングダム〜滅びの魔女と伝説の剣〜（リーゼロッテ）
- ヴェルディア幻奏曲（シェルミィ＝スピウェルド）
- こっすこす!あなた好みのコスプレHしてあげる（弥生真菜）
- FairlyLife（加奈子）

2009年
- すくぅ〜るメイト Sweets!（篠原日和）
- 水スペ 川野口ノブ探検隊 〜これが秘境だ! 人跡未踏! 立ちふさがる商店街!八鏡大学に隠された地球最大の謎を追え!!〜（アドルフィーネ・メンゲル、アヤカシコネ）
- Flyable Heart（雪代すずの）
- ここより、はるか -Surrounded sea in the world-（なつき）
- フリフレ（倉橋結依）
- Stellar☆Theater（橘皐月）
- おつむてんてん 〜お兄ちゃんと3人娘のまったりエッチな日常〜（藤原さやか）
- Primary 〜Magical★Trouble★Scramble〜（ライム＝ルナ＝オクレイン）
- 終わりなき夏 永遠なる音律（小鳥遊澪）
- ユリっ娘女学院 〜もっと虐めて!お姉さまっ〜（喜多見かれん）
- 妹スマイル（東野春奈）
- クロガネの翼〜THE ALCHEMIST'S STORY〜（カレン・リヒトシュタイン）
- ひだまりバスケット（あさひ）
- 忍流（秋穂、セリーヌ）
- オトボケめがね。（ナナ）

2010年
- はるかぜどりに、とまりぎを。 2nd Story 〜月の扉と海の欠片〜（川越小枝子）
- 星空のメモリア EternalHaert（小河坂千波)
- 月染の枷鎖 -the end of scarlet luna-（謎の少女）
- シェイプシフター（高階耀子）
- ルーンロオド（アネット=ガブリエル）
- 戦極姫2 〜戦乱の世、群雄嵐の如く〜（伊達成美、由利、村上義清）
- 恋刀乱麻〜わたしが、アナタを、守るからっ!!!〜（四十九院火音）
- 催眠生活〜校則だから仕方ない!?（陽明里遥）
- Floating Material（椎名風夏）
- ぺたぺた（伊良原琴子）
- PrismRhythm -プリズムリズム-（リア・ベルリオーズ）
- よう∽ガク〜妖学園の未来は会長次第!?〜（橘雪華）
- AngelRing 〜エンジェルリング〜（遠見佐奈）
- あまあね（喜多村日和）
- ゴスデリ（響乃森八宵）
- りんくす!〜キミと精霊と使い魔と（ラキュハリス・ルチル）
- 超限勇希ムゲンフィニティ（建御名方火乃香）
- 星空のメモリア COMPLETE（小河坂千波）
- らぶデス555!（三神冬花）
- プリンセス☆ストライク!（西御門 ひよこ）
- キッキングホース★ラプソディ（芹摘 聖）
- 三極姫〜乱世、天下三分の計〜（荀攸公達、荀幾文若、許褚仲康）
- あかときっ!-夢こそまされ恋の魔砲-（丸河凛子）

2011年
- AQUA（杠葉朱美）
- BLOODY†RONDO（アリス）
- Flyable CandyHeart（雪代すずの）
- あまふたサンドイッチ!!!-AMA-AMA-FUTA-MATA-SANDWICH!!!-（凍戸仄里）
- 姫様限定!〜Princess Limited〜（朝倉美久）
- See You Lover -修羅恋-（神代久遠）
- CURE GIRL（国村古都音）
- D-EVE in you（武岡美波）
- あかときっ!!-花と舞わせよ恋の衣装-（丸河 凛子）
- 闇夜に踊れ-Witch wishes to commit the Night-（関津綾華）
- なでしこドリップ（高千穂柚希）
- いろとりどりのセカイ（東峰つかさ）
- Princess Evangile 〜プリンセス エヴァンジール〜（柳瀬 このみ）
- 戦極姫3〜天下を切り裂く光と影〜（竹中半兵衛、村上義清）
- Stellar☆Theater encore（橘皐月）
- 妹恋〜しすこい〜（笹山未優）
- とらバ!（香住愛）
- シュクレ 〜sweet and charming time for you.〜（日下部みはる）
- 理-コトワリ- 〜キミの心の零れた欠片〜（由比ケ浜悠基）
- 恋するコトと見つけたり!（鈴瀬 皐）

2012年
- ツクモノツキ（鷲見 雪菜）
- 水月 弐 〜追憶〜（藤見原 和）
- それゆけ!ぶるにゃんマン HARDCORE!!!（とらねこ）
- ひよこストライク!（神楽鳥雛）
- 死神のテスタメント（渋谷 姫乃）
- プリズマティックプリンセス☆ユニゾンスターズ（ライラ・フェンディ、雪代 すずの）
- ゆきいろ 〜空に六花の住む町〜（北斗 えりも）
- 英雄*戦姫（マルコ・ポーロ）
- Princess Evangile 〜W Happiness〜（柳瀬 このみ）
- むりやり!?オトメDAYS（龍月 遙）
- 出撃!乙女たちの戦場3〜電撃作戦!戦果はエースの名のもとに〜（佐々野 ゆかり）
- いろとりどりのヒカリ（東峰 つかさ）
- 古色迷宮輪舞曲 〜HISTOIRE DE DESTIN〜（サキ、名波 咲）
- 三極姫2〜天地大乱・乱世に煌く新たな覇龍〜（許猪仲康）
- 魔王のくせに生イキだっ!（アスセンシオン）
- さくら、咲きました。（湊　美羽）
- 花色ヘプタグラム（小石川 玉美）
- SINCLIENT（シャーロット・グリーヴランド）
- 恋剣乙女（伏見 つばさ）
- ヒメゴト・マスカレイド 〜お嬢様たちの戯れ〜（鬼熊 未依子）
- 戦極姫4〜争覇百計、花守る誓い〜（伊達成実、村上義清、竹中半兵衛）

2013年
- ラヴレッシブ（結月 仔虎）
- 星彩のレゾナンス（三輪 縁子）
- 双子座のパラドクス（メリクリ）
- 魔導巧殻 〜闇の月女神は導国で詠う〜（マルギレッタ・シリオス）
- 赤さんと吸血鬼。（アレクサンドラ・アン＝クリスティン・アクセリナ）
- 三極姫3 〜天下新生〜（荀彧、荀攸、許猪）
- 魔王のくせに生イキだっ!2 〜今度は性戦だ!〜（アスセンシオン）
- せんすいぶ!（クリスティーヌ・藤葉）
- 雛といっしょ（神楽鳥 雛）
- 他の女の子とHをしているオレを見て興奮する彼女（天野美沙）
- 妹スパイラル（妹尾 睦土美）

2014年
- 終わる世界と双子座のパラダイス（下廣 ツバサ）
- ひこうき雲の向こう側（佐藤 里沙）
- はるかかなた（泉 雫）
- 鏡の国のお姫様が学園生活と恋を始めました（サラ・アクアナイト）
- スクランブル・ラバーズ（葵 優衣）
- それゆけ! ぶるにゃんマン えくすたしー!!!（とらねこ）
- リリウム×トライアングル（広瀬 紗奈）
- ねこまっしぐら〜ねこみみカフェにようこそ〜（桃川・N・ほの香）
- アストラエアの白き永遠（早少女 まりも）
- 恋愛リベンジ（椿 木春）
- PRIMAL×HEARTS（駒形 ゆづき）
- 魔王のくせに生イキだっ!とろとろトロピカル!（アスセンシオン・スル・バルバンクール）
- パサージュ! 〜passage of life〜（塚原 梨沙）
- あの晴れわたる空より高く（隼 ゆい）

2015年
- 学園舞闘のフォークロア（熾 つぼみ）
- 1/7の魔法使い（神崎 えま）
- 11月のアルカディア (野々宮 楓花)
- 戦極姫6〜天下覚醒、新月の煌き〜（竹中 半兵衛、村上 義清、竜造寺 隆信）
- 神のラプソディ（プリチェノ）
- クロノクロック（沢渡 満）
- ツゴウノイイアイドル（斎藤 美穂）
- PRETTY×CATION2（姫川 穂波）
- アクよめ! 悪魔な嫁に絞られる（エイル）
- 恋魂（芹沢 希乃）
- 中二病な彼女の恋愛方程式（綾瀬 千聖）
- Re;Lord 第二章 〜ケルンの魔女と黒猫〜（イリス・クルーク）
- すみれ（さくら）
- 紅い瞳に映るセカイ（東峰 つかさ）
- トラベリングスターズ（フィン＝シェアード）
- おお勇者よ、イってしまうとは情けない!（澪）
- 三極姫4〜天下繚乱 天命の恋絵巻〜（曹丕子桓、孔融文挙）
- サクラノ詩 -櫻の森の上を舞う-（氷川 里奈）
- アンラッキーリバース Unlucky Re:Birth/Reverse（アリア・セレスティア）
- ロイヤルガーデン 〜乙女に恋する皇子の戯曲〜（鳳凰院 綾香）
- 恋する気持ちのかさねかた（柊 美桜）
- 機関幕末異聞 ラストキャバリエ（斎藤 一葉）

2016年
- 戦御村正 -剣の凱歌-（柳生 十兵衛 鶚、ガラハド・モントゴメリー、アミルカル・ドーチェリーニ）
- 乙女が彩る恋のエッセンス（夏目 あかり）
- サクラノモリ†ドリーマーズ（秋津 まどか）
- 恋する気持ちのかさねかた 〜かさねた想いをずっと〜（柊 美桜）
- いもーと特区〜妹と結婚できるいい時代になりました〜（妹背 結衣）
- Piaキャロットへようこそ!!G.P. REFRESH（黒須 美咲）
- Corona Blossom（阿久根 志乃）
- 1分の2恋ゴコロ（天風 陽凪）
- 乙女が彩る恋のエッセンス 〜笑顔で織りなす未来〜（夏目 あかり）
- 姫恋*シュクレーヌ!（炭谷 瑠璃）

2017年
- Re;Lord 第三章 ～グローセンの魔王と最後の魔女～（イリス・クルーク）
- サクラノモリ†ドリーマーズ2（秋津まどか）
- 真・恋姫†夢想 -革命- 蒼天の覇王（ミケ）
- 面影レイルバック（吉岡なのは）
- 桜ひとひら恋もよう（上川若菜）
- LoveKami -Sweet Stars-（天鈿カグラ）
- ツギハギめいくぴーす！-pretending×friendship-（遠野希）
- 幕末尽忠報国烈士伝MIBURO（山﨑丞）

### ネットゲーム
2017年
- 戦乱プリンセスＧ（蒲生氏郷）
- スクールさーぱんつ（御守美心）

### コンシューマーゲーム
2007年
- 悪代官3（町娘おふじ）

2008年
- 萌え萌え2次大戦(略)（エイミー）
- 世界はあたしでまわってる（アンジェラ）

2009年
- 戦極姫〜戦乱に舞う乙女達〜（伊達成美、由利）
- 地獄少女 澪縁（神林明日香）
- Piaキャロットへようこそ!!G.P.（黒須美咲）

2010年
- 戦極姫2〜葉隠の乙女、風雲に乗ず〜（伊達成美、由利、村上義清）
- 真・マスターオブモンスターズFinal EX〜無垢なる嘆き、天冥の災禍〜（ファルミール）
- アガレスト戦記2（プリシラ）

2011年
- 萌え萌え大戦争☆げんだいばーんシリーズ
  - 萌え萌え大戦争☆げんだいばーん（グレイス、ミーリ）
  - 萌え萌え大戦争☆げんだいばーん+（エイミー、グレイス、ミーリ）
  - 萌え萌え大戦争☆げんだいばーん 3D（グレイス、ミーリ）

- 出撃!! 乙女たちの戦場2〜天翔ける衝撃の絆〜（龍野昌子、メリッサ）
- 神なる君と（吉備亜紀）
- 三極姫〜三国乱世・覇天の采配〜（許猪仲康、荀彧文若、荀攸公達）

2012年
- 戦極姫3〜天下を切り裂く光と影〜※PSP版（江姫）
- 萌え萌え大戦争☆げんだいばーん++（エイミー、グレイス、ミーリ）

2017年
- 戦御村正DX -紅蓮の血統-（柳生十兵衛 鶚、ガラハドモントゴメリー）

### 音楽活動
- 『世界はあたしでまわってる 光と闇のプリンセス』主題歌『あたまわる!』（歌：Cheerful+Colorful featuring 宮沢ゆあな + 藤森ゆき奈）
- 『萌え戦略コンピレーションCD』『愛をMotto!-鋼の乙女 ver-』（歌：宮沢ゆあな＋小林眞紀＋藤森ゆき奈）
- 『催眠生活』主題歌『TORNADO　DAYS』（歌：青葉りんご＋藤森ゆき奈）『SAYONARA』(歌：藤森ゆき奈)
- 『よう∽ガク 〜妖学園の未来は会長次第!?〜』主題歌『ろーる∽オール』（歌しゅな）

#### CD
- 『らぶ*しゅないぱー 〜ゆき奈と朱音がねらいうち!〜』

### ドラマCD
- 萌え萌え2次大戦(略)☆デラックス（エイミー）[1]

### OVA
- おしえてReメイド（ライラ・フェンディ）[1][110]
- 炎の孕ませ同級生（月芝愛）[1]
- ランス01 光をもとめて THE ANIMATION
  - 第1話「ランス、起つ!!」（ミリー・リンクル）[111] - 2014年
  - 第2話「進行!! リーザス中枢」（ミリー・リンクル）[112] - 2015年
  - 第3話「ランス、断つ!!」（ミリー・リンクル）[113] - 2016年
  - 第4話「そして、王道へ…」（ミリー・リンクル）[114] - 2016年
- ネトラセラレ（河合）

### インターネットラジオ
※はインターネット配信。
- Piaラジ・キャロットへようこそ!!（2007年 - 2008年、音泉※）
- わりなきらじお（2009年、『君のぞらじお』ホームページ※）
- まりや・みう・ゆきなのシェイプラジオ（2009年 - 2010年、『君のぞらじお』ホームページ※）
- はるとま。と-（パーソナリティ）
- S・Fラジオステーション/いんたーみっしょん（パーソナリティ、Galge.com）
- ゆき奈と朱音の「らぶ*しゅな」（2010年 - 2014年、HiBiKi Radio Station※[115]・ロックンバナナ※）
- ラジオキュアガール 略してラジキュア（2011年、HiBiKi Radio Station※）
- 白銀のソレイユ ラジオ ソレラジ（パーソナリティ）
- ラジオ英雄＊戦姫（2013年 - 2014年、音泉※）
- ゆき奈の孤独のビール（仮）（2016年、『もえげーハンターG』※ → 『☆らG』内コーナー）
- 有限会社ひめがみ商事（2017年、HiBiKi Radio Station※）

## コラム
- 藤森ゆき奈のしーくれっとVOICHU（BLACK TECH GIAN）